# Droga I/38 (Czechy)
Droga I/38 (cz. Silnice I/38) – droga krajowa I kategorii w środkowych i południowych Czechach. Łączy miasto Česká Lípa (skrzyżowanie z drogą nr 9) przez miasta Mladá Boleslav, Kutná Hora i Znojmo do dawnej granicy z Austrią w miejscowości Chvalovice. W rejonie miasta Mladá Boleslav na odcinku kilku kilometrów trasa biegnie śladem autostrady D10. Arteria jest ważną osią transportową środkowych i południowych Czech, która omija aglomerację Pragi.

## Trasy europejskie
Między węzłem z autostradą D1, a Austrią droga nr 38 jest elementem trasy E59. Do 1983 roku była częścią dwóch tras europejskich:
- E15 na odcinku Kolín – Jihlava[2]
- E84 na odcinku Jihlava – Znojmo – granica z Austrią[2].